# Nyon
Nyon város Svájc délnyugati részén, a Nyoni kerületben, Vaud kantonban. A Genftől 25 kilométerre északra található város a Genfi-tó nyugati partján terül el, idáig húzódnak a Jura-hegység lejtői.

## Története
A rómaiak alapították időszámításunk előtt 50 és 44 között Noviodunum vagy Noiodunum néven. További római kori névváltozatai: Colonia Iulia Equestris vagy Colonia Julia Equestris, Colonia Equestris Noiodunum, Equestris, Civitas Equestrium és Civitas Equestrium Noiodunum.
1996-ban számos ókori emléket tártak fel a város körül.

## Demográfia
| Év   | Lakosság |
| ---- | -------- |
| 1850 | 2 471    |
| 1900 | 4 882    |
| 1910 | 5 096    |
| 1930 | 5 107    |
| 1950 | 6 064    |

| Év   | Lakosság |
| ---- | -------- |
| 1960 | 7 643    |
| 1970 | 11 424   |
| 1980 | 12 842   |
| 1990 | 14 747   |
| 2000 | 16 182   |

## UEFA
A város az Európai Labdarúgó-szövetség központja. Itt tartják évről évre az UEFA-bajnokok ligája és az Európa-liga mérkőzéseinek sorsolását.

## Látnivalók
- Római kori romok

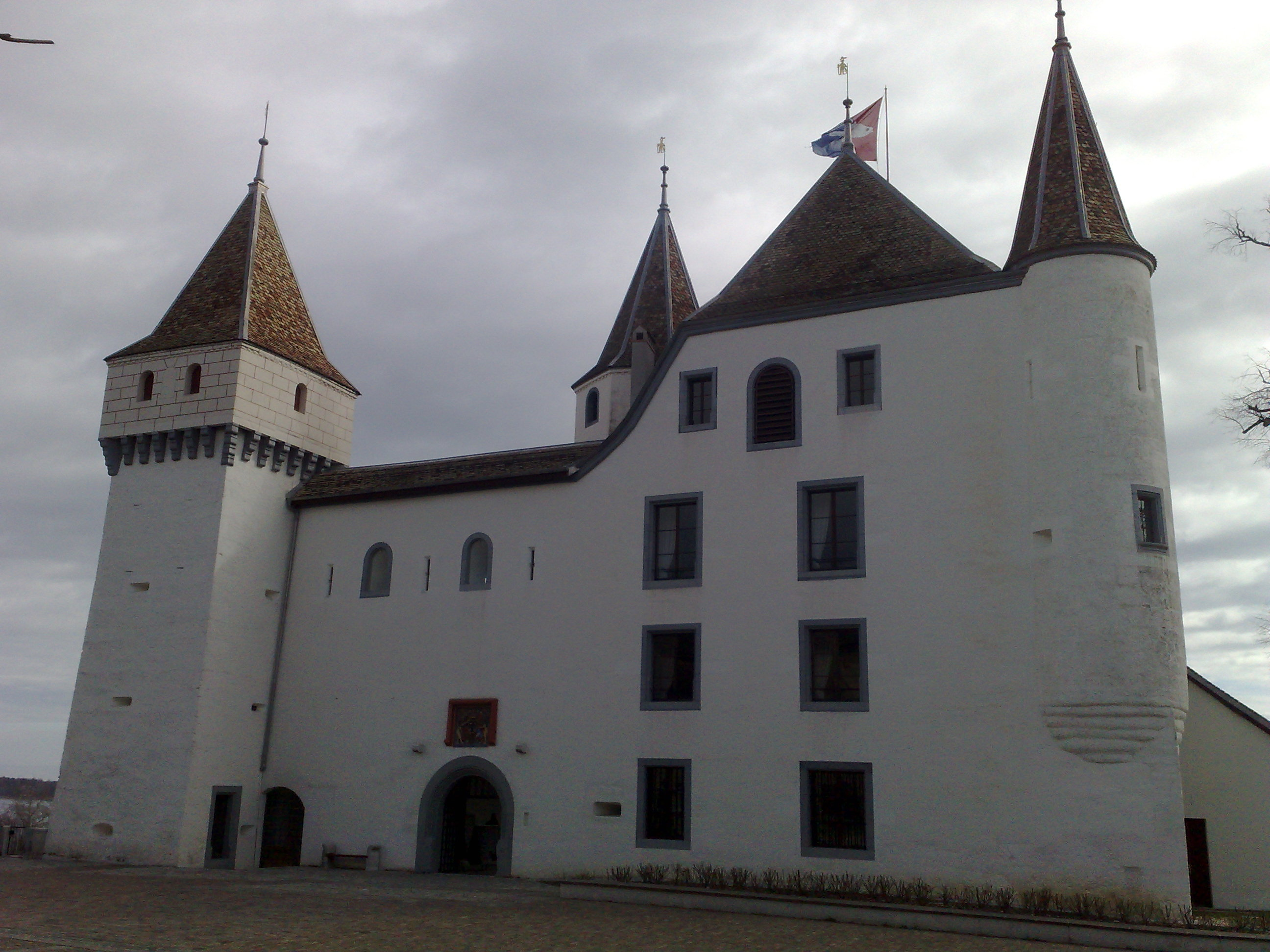
Nyoni vár

- Nyoni vár - az öttornyú várat a XIV és a XVI. század között építették. A várból szép kilátás nyílik a tóra és tiszta időben egészen a Mont Blancra is.
- Katolikus templom - a XII. századból.
- Prangins kastély - a város közelében.
- A turisták kedvelt kiindulópontja a Signal de Bougy és az 1677 méteres La Dôle csúcsok felé. Az utóbbi a várostól 10 kilométerre található.

## Testvérvárosok
- Franciaország - Nyons